# Lazăr Coman
Lazăr Coman (n. 1887, Galații Bistriței – d. 1946, Galații Bistriței) a fost un deputat în Marea Adunare Națională de la Alba Iulia, organismul legislativ reprezentativ al „tuturor românilor din Transilvania, Banat și Țara Ungurească”, cel care a adoptat hotărârea privind Unirea Transilvaniei cu România, la 1 decembrie 1918.:p. 77

## Biografie
Lazăr Coman a fost agricultor și a participat la formarea Consiliului și Gărzii Naționale din localitate. În perioada 1919-1939 a fost primarul comunei Galații Bistriței.:p. 119

## Activitatea politică

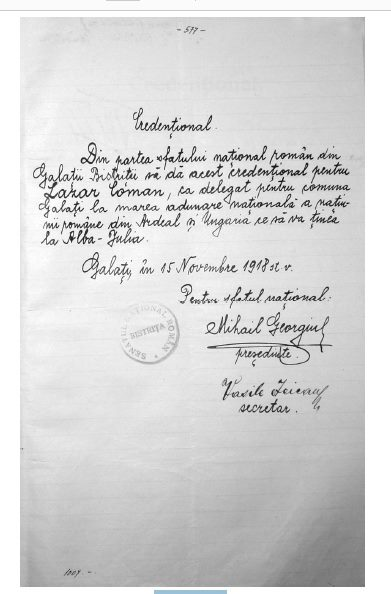
Credenționalul delegatului Lazar Coman din partea localitatii Galatii Bistritei

Ca deputat în Adunarea Națională din 1 decembrie 1918 a reprezentat, ca delegat de drept, cercul electoral Năsăud.:p. 119